# Luis Flores (Fußballspieler, 12. Februar 1982)
Luis Alexis Flores Manzor (* 12. Februar 1982 in Rancagua) ist ein ehemaliger chilenischer Fußballspieler auf der Position des Innenverteidigers.

## Karriere
Luis Flores begann seine Profikarriere 2001 beim CD O’Higgins und wechselte 2003 zu Universidad de Chile, kehrte jedoch nach einem Jahr wieder zu O’Higgins zurück. Nach vier Jahren schloss er sich dem CD Cobresal an und stand zuletzt bei den Rangers de Talca unter Vertrag. Nach seinem Karriereende kehrte er als Jugendtrainer zu O’Higgins zurück.